# Ivana Andrés Sanz
Ivana Andrés Sanz (Aielo de Malferit, Vall d'Albaida, 13 de juliol de 1994) és una futbolista i educadora social valenciana, que juga com a defensa central a l'Inter de Milà.

## Trajectòria
Futbolista des dels cinc anys, els seus inicis en el futbol van tenir lloc en l'equip de la seua localitat, l'Aielo CF. En 2005 participa en un campus del València CF i es va incorporar a l'escola del D.S.V. Col·legi Alemany (predecessor del València Club de Futbol femení). També se li obren les portes de la selecció valenciana, arribant al primer equip valencianista en la temporada 2009-2010. Posteriorment jugà al Llevant UE i al Reial Madrid, fins que el 2024 fitxa per l'Inter de Milà.
Ivana Andrés ha estat Internacional Sub-16, Sub-17 i Sub-19 amb la Selecció Espanyola, havent estat campiona d'Europa Sub-17 en dues ocasions; medalla de bronze en el mundial Sub-17 de l'any 2010 a Trinidad i Tobago, i subcampiona d'Europa Sub-19 a Turquia. Com a jugadora, ha destacat per la conducció de la pilota i la seua seguretat defensiva.
Al juny de 2015 va passar a formar part de la Selecció Absoluta, sent una de les 23 jugadores convocades per al Mundial del Canadà.
Una lesió en la Copa de la Reina la va separar de l'Europeu de 2017. El camí per al següent mundial, el de França 2019, va ser impecable. L'agost de 2023 va formar part de la selecció que competí pel Mundial, i el guanyà, a Austràlia, davant d'Anglaterra.

## Vida personal
Des de 2022 està casada amb Ana Moreno Barragán i tenen un fill.

## Clubs
| Club                    | Temporades |
| ----------------------- | ---------- |
| D.S.V. Col·legi Alemany | 2007-2009  |

## Palmarès

### Selecció sub-17
| Eurocopa                      | Seu               | Resultat    |
| ----------------------------- | ----------------- | ----------- |
| Eurocopa sub-17 de 2010       | Suïssa            | Campiona    |
| Eurocopa sub-17 de 2011       | Suïssa            | Campiona    |
| Mundial Femení sub-17 de 2010 | Trinidad i Tobago | Tercer lloc |

### Selecció sub-19
| Eurocopa                | Seu     | Resultat    |
| ----------------------- | ------- | ----------- |
| Eurocopa sub-19 de 2012 | Turquia | Subcampiona |

### Selecció absoluta
| Mundial                | Seu    | Resultat     |
| ---------------------- | ------ | ------------ |
| Mundial Femení de 2015 | Canadà | Primera Fase |

### València CF
| Trofeu                            | Resultat    |
| --------------------------------- | ----------- |
| Lliga de Segona Divisió 2006-2007 | Campiona    |
| Copa de la Reina de Futbol 2015   | Subcampiona |